# زوحنيات
زَوْحَنِيَّات (بوقيات ضارية) أو فوق فصيلة خنافس كليرويديا (الاسم العلمي: Cleroidea)، هي فصيلة عليا من الحشرات لينات الغمد ورتبة غمديات الأجنحة. أنواعها المعروفة نحو 10000 تجمعها 12 فصيلة. أجسامها مستطيلة، نحيلة. ألوانها زاهية جميلة.